# Sean Casey
Sean Casey (ur. 5 lutego 1978 w Corku) – irlandzki wioślarz, reprezentant Irlandii w wioślarskiej czwórce bez sternika podczas Letnich Igrzysk Olimpijskich w Pekinie.

## Osiągnięcia
- Mistrzostwa Świata – Monachium 2007 – czwórka bez sternika – 10. miejsce[1].
- Igrzyska Olimpijskie – Pekin 2008 – czwórka bez sternika – 10. miejsce[1].
- Mistrzostwa Świata – Poznań 2009 – jedynka – 16. miejsce[2].